# Anders Ahlgren
Anders Oscar Ahlgren (ur. 12 lutego 1888, zm. 27 grudnia 1976) – szwedzki zapaśnik walczący w stylu klasycznym. Dwukrotny olimpijczyk. Srebrny medalista ze Sztokholmu 1912 i dziewiąty w Antwerpii 1920. Walczył w wadze półciężkiej.
Złoty medalista mistrzostw świata w 1913; srebrny w 1922 i 1911 i brązowy w 1911. Mistrz Europy w 1913, drugi w 1910 i czwarty w 1909 roku. Mistrz kraju w 1909, 1911 i 1918, drugi w 1927 i 1929 roku.

## Letnie Igrzyska Olimpijskie 1912
| Konkurencja            | Rundy eliminacyjne | Rundy eliminacyjne         | Rundy eliminacyjne     | Rundy eliminacyjne | Rundy eliminacyjne     | Rundy eliminacyjne    | Rundy eliminacyjne | Runda finałowa     | Runda finałowa       | Klas. końcowa |
| Konkurencja            | Przeciwnik I       | Przeciwnik II              | Przeciwnik III         | Przeciwnik IV      | Przeciwnik V           | Przeciwnik VI         | Przeciwnik VII     | Przeciwnik I       | Przeciwnik II        | Miejsce       |
| ---------------------- | ------------------ | -------------------------- | ---------------------- | ------------------ | ---------------------- | --------------------- | ------------------ | ------------------ | -------------------- | ------------- |
| 82,5 kg styl klasyczny | Wolny los Z        | Harald Christensen (DEN) Z | Édouard Martin (FRA) Z | Karl Lind (FIN) Z  | Renato Gardini (ITA) Z | Knut Lindberg (FIN) Z | Wolny los Z        | Béla Varga (HUN) Z | Ivar Böhling (FIN) R | 2.            |

## Letnie Igrzyska Olimpijskie 1920
| Konkurencja            | Rundy eliminacyjne       | Rundy eliminacyjne        | Finały                  | Finały                 | Turniej o srebrny medal | Klas. końcowa |
| Konkurencja            | 1/8                      | 1/4                       | 1/2                     | Finał                  | Przeciwnik I            | Miejsce       |
| ---------------------- | ------------------------ | ------------------------- | ----------------------- | ---------------------- | ----------------------- | ------------- |
| 82,5 kg styl klasyczny | Barend Bonneveld (NED) Z | Harald Vassbotten (NOR) Z | Jaap Sjouwerman (NED) Z | Adolf Lindfors (FIN) P | Edward Willkie (USA) P  | 9.            |